# Prière pour le soir
La Prière pour le soir est un poème de Tristan L'Hermite, publié en 1646 dans l'Office de la Sainte Vierge.

## Présentation

### Texte
La Prière pour le soir, après l'examen est un poème en cinq douzains d'octosyllabes :
Souverain Maître à qui je suis,

Être infini, Cause première

D'où viennent les jours et les nuits,

Les ténèbres et la lumière,

Je me prosterne devant vous

Pour vous rendre compte à genoux

De cette course terminée.

Je suis confus de repasser

Avecque les yeux du penser

Sur l'état de cette journée,

Moi dont l'âme au mal obstinée

N'a rien fait que vous offenser.

Comment ai-je appliqué mes sens

À l'honneur de votre service ?

Par quels sentiments innocents

Me suis-je détourné du vice ?

Comment ai-je, vers mon prochain,

Ouvert mon esprit ou ma main

Pour secourir son indigence ?

Seigneur, mes aveugles désirs

N'ayant cherché que mes plaisirs,

Je ne puis en votre présence

Étaler, au lieu d'innocence,

Que des larmes et des soupirs.

### Publication
La Prière pour le soir est publiée en 1646 dans l'Office de la Sainte Vierge.

## Postérité

### Éditions nouvelles
Le plus souvent, les anthologies « choisissent d'ignorer les vers religieux de Tristan ». En 1925, Pierre Camo préfère « laisser de côté ses poésies religieuses qui n'ajoutent rien à sa gloire ». Amédée Carriat regrette que « ni Maurice Allem ni Robert Vallery-Radot ne citent Tristan dans leurs anthologies de la poésie religieuse ».
En 1962, Philip Wadsworth retient la Prière pour le soir dans son choix de Poésies de Tristan pour Pierre Seghers. Le poème est réédité en 2002 dans le tome III des Œuvres complètes de Tristan L'Hermite.

### Œuvres complètes
- Jean-Pierre Chauveau et al., Tristan L'Hermite, Œuvres complètes (tome II) : Poésie I, Paris, Honoré Champion, coll. « Sources classiques » (no 41), 2002, 576 p. (ISBN 978-2-745-30606-7)

### Anthologies
- Pierre Camo (préface et notes), Les Amours et autres poésies choisies, Paris, Garnier Frères, 1925, XXVII-311 p.
- Amédée Carriat (présentation et annotations), Tristan L'Hermite : Choix de pages, Limoges, Éditions Rougerie, 1960, 264 p.
- Philip Wadsworth (présentation et notes), Tristan L'Hermite : Poésies, Paris, Pierre Seghers, 1962, 150 p.

### Ouvrages cités
- Napoléon-Maurice Bernardin, Un Précurseur de Racine : Tristan L'Hermite, sieur du Solier (1601-1655), sa famille, sa vie, ses œuvres, Paris, Alphonse Picard, 1895, XI-632 p.
- Amédée Carriat, Tristan, ou L'éloge d'un poète, Limoges, Éditions Rougerie, 1955, 146 p.